# Sigvard Törnqvist
Sigvard Torsten Gabriel Törnqvist, född 2 april 1912 i Jönköping, död 17 april 1990 på Lidingö, var en svensk ryttare, skådespelare och kompositör. 
Han var verksam vid Lidingö Ridskola och medlem i Sällskapet Stallbröderna. Törnqvist är begravd på Lidingö kyrkogård.

## Filmmusik
- 1954 – Hästhandlarens flickor
- 1957 – Född i dag

## Filmografi roller (urval)
- 1942 – Djurgårdsmässan
- 1946 – Ballongen
- 1949 – Bara en mor
- 1951 – Tull-Bom
- 1953 – Gycklarnas afton
- 1953 – Dumbom
- 1954 – Karin Månsdotter
- 1954 – Herr Arnes penningar
- 1954 – Hästhandlarens flickor
- 1955 – Kvinnodröm
- 1956 – Kulla-Gulla
- 1956 – Flickan i frack
- 1957 – Räkna med bråk
- 1957 – Gårdarna runt sjön
- 1957 – Synnöve Solbakken
- 1958 – Ansiktet
- 1958 – Damen i svart
- 1959 – Fly mej en greve
- 1959 – Lejon på stan
- 1959 – Ryttare i blått
- 1959 – Sköna Susanna och gubbarna
- 1961 – Briggen Tre Liljor
- 1962 – En nolla för mycket
- 1966 – Syskonbädd 1782